# Megarhyssa atomistica
Megarhyssa atomistica là một loài tò vò trong họ Ichneumonidae.